# Aleja serwisowa

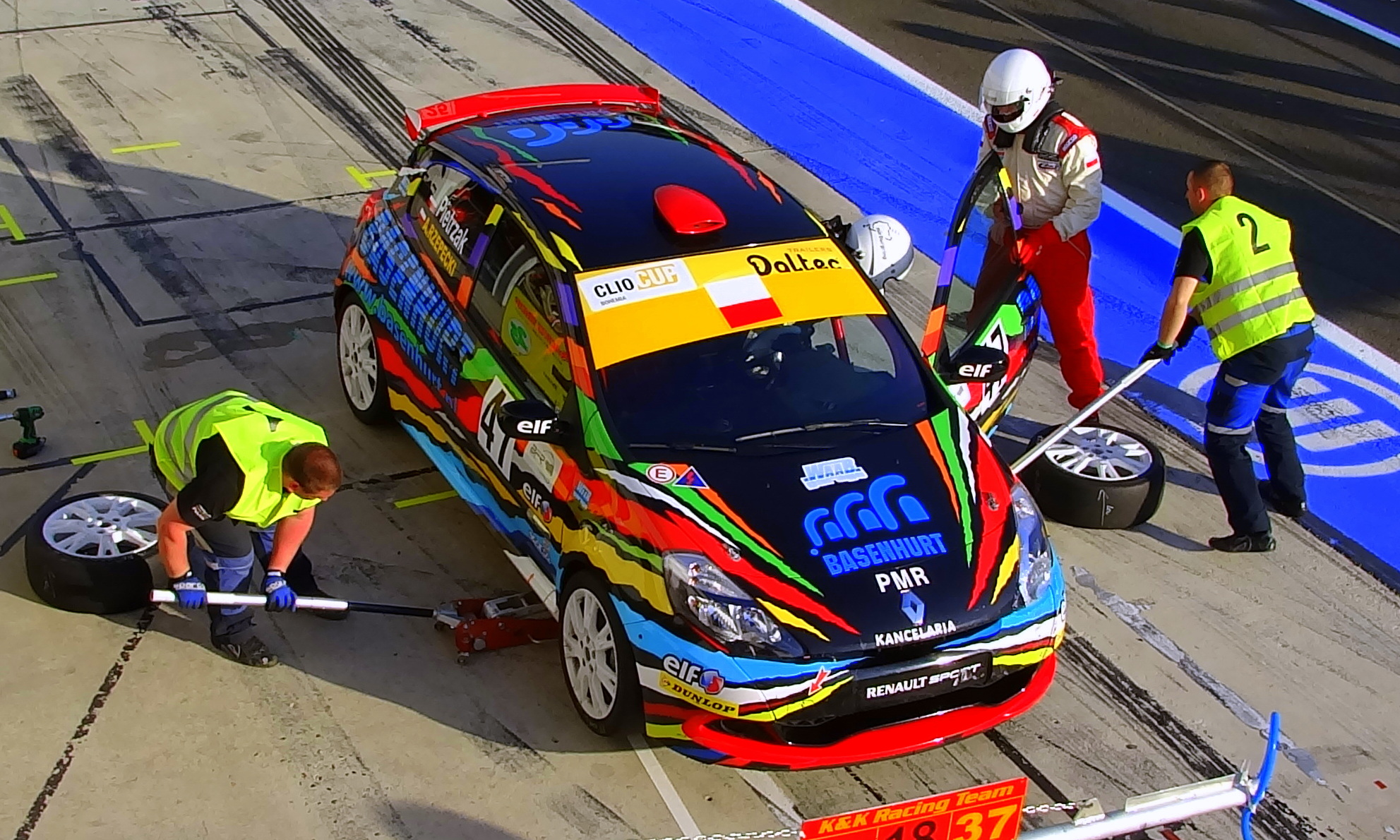
Pit-stop – zmiana kierowców Rzepecki / Pietrzak podczas wyścigu Endurance na Hungaroringu

Aleja serwisowa, boksy t. depo od francuskiego dépôt (ang. pit lane, pits) – w wyścigach samochodowych droga dojazdowa z nitki toru do parku maszyn i boksów obsługi technicznej. Samo miejsce postoju przed boksem, to z angielskiego pit-stop.